# Morti nel 1969/Giugno
| Questa pagina contiene informazioni ricavate automaticamente dalle voci biografiche con l'ausilio del template Bio e di un bot. L'aggiornamento è periodico e automatico e ricostruisce completamente la pagina. Se manca una persona in questa lista, sei pregato di non aggiungerla, ma accertati piuttosto che la sua voce biografica contenga il template Bio e che i dati anagrafici siano correttamente compilati. Se il template Bio manca, inseriscilo tu stesso o, in alternativa, metti l'avviso {{tmp\|Bio}} che ne segnala la mancanza. Se i dati riportati sono sbagliati, correggi direttamente la voce biografica; le modifiche saranno visibili in questa lista entro pochi giorni. Per chiarimenti vedi il progetto biografie. La lista contiene solo le 88 persone che sono citate nell'enciclopedia e per le quali è stato implementato correttamente il template Bio. Pagina aggiornata al 3 mar 2024. |

- 1º giugno - Ivar Ballangrud, pattinatore di velocità su ghiaccio norvegese (n. 1904)
- 2 giugno - Christen Christensen, pattinatore artistico su ghiaccio norvegese (n. 1904)
- 2 giugno - Feng Zhe, attore cinese (n. 1920)
- 2 giugno - Leo Gorcey, attore statunitense (n. 1917)
- 2 giugno - Radivoj Korać, cestista jugoslavo (n. 1938)
- 3 giugno - Antonio Burattini, fumettista italiano
- 3 giugno - George Edwin Cooke, calciatore statunitense (n. 1883)
- 4 giugno - Rafael Osuna, tennista messicano (n. 1938)
- 4 giugno - Pavol Steiner, nuotatore e pallanuotista cecoslovacco (n. 1908)
- 5 giugno - Miles Dempsey, generale britannico (n. 1896)
- 5 giugno - Simeon Toribio, altista e politico filippino (n. 1905)
- 5 giugno - Giuseppe Vidossi, linguista e glottologo italiano (n. 1878)
- 6 giugno - Valentina Kuindži, attrice sovietica (n. 1893)
- 7 giugno - Paride Scacchetti, ciclista su strada italiano (n. 1911)
- 8 giugno - Piet van Reenen, calciatore olandese (n. 1909)
- 8 giugno - Walter Risse, calciatore tedesco (n. 1893)
- 8 giugno - Aino Sibelius,  finlandese (n. 1871)
- 8 giugno - Robert Taylor, attore statunitense (n. 1911)
- 9 giugno - Harold Davenport, matematico inglese (n. 1907)
- 9 giugno - Vittorino Gervasio, imprenditore, dirigente d'azienda e politico italiano (n. 1886)
- 9 giugno - He Long, generale e politico cinese (n. 1896)
- 9 giugno - Giovanni Lomi, pittore e baritono italiano (n. 1889)
- 9 giugno - Loudon Sainthill, costumista australiano (n. 1918)
- 9 giugno - Emilio Zannerini, politico e partigiano italiano (n. 1891)
- 10 giugno - John Bryan, scenografo britannico (n. 1911)
- 10 giugno - Luciano Chiara, astronomo e matematico italiano (n. 1910)
- 10 giugno - Takuro Matsui, generale giapponese (n. 1887)
- 10 giugno - Gustav Schürger, pallanuotista tedesco (n. 1908)
- 11 giugno - Guido Ferrando, anglista, filosofo e teosofo italiano (n. 1883)
- 12 giugno - Aleksandr Deyneka, pittore, grafico e scultore sovietico (n. 1899)
- 13 giugno - Aacharya Atre, drammaturgo e scrittore indiano (n. 1898)
- 13 giugno - Martita Hunt, attrice britannica (n. 1899)
- 13 giugno - Alfredo Luciani, poeta italiano (n. 1887)
- 14 giugno - Cacilda Becker, attrice brasiliana (n. 1921)
- 14 giugno - Wynonie Harris, cantante statunitense (n. 1915)
- 14 giugno - Marek Hłasko, scrittore polacco (n. 1934)
- 14 giugno - John Woolfe, pilota automobilistico inglese (n. 1937)
- 15 giugno - Emilio Grazioli, militare e prefetto italiano (n. 1899)
- 15 giugno - Arturo Michelini, politico e giornalista italiano (n. 1909)
- 15 giugno - Alfredo Petrucci, storico dell'arte italiano (n. 1888)
- 15 giugno - Otto Rohwedder, allenatore di calcio e calciatore tedesco (n. 1909)
- 16 giugno - Harold Alexander, generale e politico britannico (n. 1891)
- 16 giugno - Marie Mayoux, sindacalista e attivista francese (n. 1878)
- 16 giugno - Umberto Urbano, baritono italiano (n. 1885)
- 17 giugno - Rita Abatzi, cantante greca (n. 1914)
- 17 giugno - Primo Magnani, pistard italiano (n. 1892)
- 17 giugno - Enrico Persico, fisico italiano (n. 1900)
- 17 giugno - Fritz Reinhardt, politico tedesco (n. 1895)
- 18 giugno - Gabriele Baldini, anglista, scrittore e traduttore italiano (n. 1919)
- 19 giugno - Natalie Talmadge, attrice statunitense (n. 1896)
- 20 giugno - Rudolf Schwarzkogler, performance artist austriaco (n. 1940)
- 20 giugno - Mohammed Siddiq al-Minshawi,  egiziano (n. 1920)
- 21 giugno - Fred J. Balshofer, regista, direttore della fotografia e sceneggiatore statunitense (n. 1877)
- 21 giugno - Maureen Connolly, tennista statunitense (n. 1934)
- 21 giugno - Alberto D'Aversa, regista teatrale, regista cinematografico e sceneggiatore italiano (n. 1920)
- 21 giugno - Ezio Ercoli, pittore italiano (n. 1892)
- 21 giugno - Angelo Segrè, storico italiano (n. 1891)
- 22 giugno - Judy Garland, attrice e cantante statunitense (n. 1922)
- 22 giugno - William F. Hanson, musicista, compositore e musicologo statunitense (n. 1887)
- 22 giugno - Max Hess, ginnasta e multiplista statunitense (n. 1877)
- 22 giugno - Attilio Milano, storico italiano (n. 1907)
- 23 giugno - Stanley Andrews, attore statunitense (n. 1891)
- 23 giugno - Volmari Iso-Hollo, siepista e mezzofondista finlandese (n. 1907)
- 23 giugno - Chuck Taylor, cestista e allenatore di pallacanestro statunitense (n. 1901)
- 23 giugno - Ľudo Zúbek, scrittore, traduttore e traduttore slovacco (n. 1907)
- 24 giugno - Ernest Burri, aviatore svizzero (n. 1887)
- 24 giugno - Oskar Sima, attore austriaco (n. 1896)
- 25 giugno - Giuseppe Maranini, giurista, politico e pubblicista italiano (n. 1902)
- 25 giugno - Otto Meyer, imprenditore tedesco (n. 1882)
- 25 giugno - Walter Edmond Clyde Todd, ornitologo statunitense (n. 1874)
- 26 giugno - Erich Graff-Wang, calciatore norvegese (n. 1902)
- 26 giugno - Giovanni Mazzonis, dirigente sportivo e calciatore italiano (n. 1888)
- 26 giugno - Fortuna Novella, imprenditrice e filantropa italiana (n. 1880)
- 26 giugno - Pierre Reuter, calciatore lussemburghese (n. 1904)
- 27 giugno - Ralph Habib, regista francese (n. 1912)
- 27 giugno - Bernhard Lund, calciatore norvegese (n. 1910)
- 27 giugno - Giulio Parise, esoterista italiano (n. 1902)
- 27 giugno - Itzhak Stern, dirigente d'azienda polacco (n. 1901)
- 28 giugno - Gerald Fitzgerald, presbitero statunitense (n. 1894)
- 28 giugno - Francesco Tullio, imprenditore e politico italiano (n. 1877)
- 29 giugno - Roger Lumley, XI conte di Scarbrough, generale e politico inglese (n. 1896)
- 29 giugno - Moise Ciombe, politico della Repubblica Democratica del Congo (n. 1919)
- 29 giugno - Poul Hartmann, canottiere danese (n. 1878)
- 29 giugno - Francesco Mottola, presbitero italiano (n. 1901)
- 30 giugno - William F. Haddock, regista e attore statunitense (n. 1877)
- 30 giugno - Alfonso Morini, imprenditore e pilota motociclistico italiano (n. 1898)
- 30 giugno - Domingo Tejera, calciatore uruguaiano (n. 1899)
- 30 giugno - Augusto Timoteo Vandor, sindacalista argentino (n. 1923)